# Garcinia madruno
Garcinia madruno — вид деревьев из рода Гарциния семейства Клузиевые, происходит из Анд.
Плод похож на высушенный лимон и имеет подобную ему кожуру. Внутри плода содержится мягкая белая мякоть с вкусом, похожим на сладкий сантол.
Растение почти не известно за пределами Южной Америки.
Garcinia madruno является близким родственником мангостина.

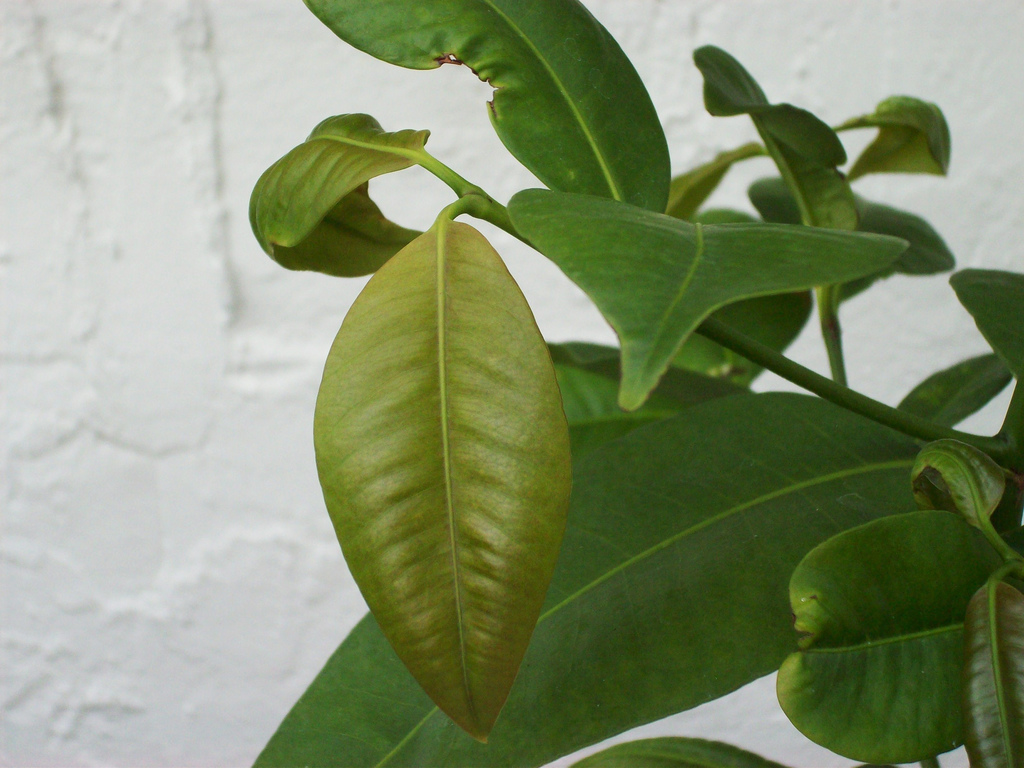
Garcinia madruno